# ماريا صوفيا من نيوبورغ
ماريا صوفيا (بالألمانية: Marie Sophie von der Pfalz) (6 أغسطس 1666-4 أغسطس 1699) هي ملكة البرتغال القرينة بزواجها من بيدرو الثاني ووالدة جواو الخامس جدة كلا من جوزيه الأول وبيدرو الثالث ، وأبنة فيليب فيلهلم، ناخب بالاتينات وإليزابيث أمالي من هسن-دارمشتات وهي خالة ماريا آنا من النمسا ملكة البرتغال التالية التي تزوجت من أبنها جواو الخامس ووالدة جوزيه الأول وبيدرو الثالث، وولدت في نيوبورغ أحد مدن بالاتينات. وتوفيت في لشبونة ودفنت في البانثيون الملكي لبيت براغانزا.